# Franziska Hauser

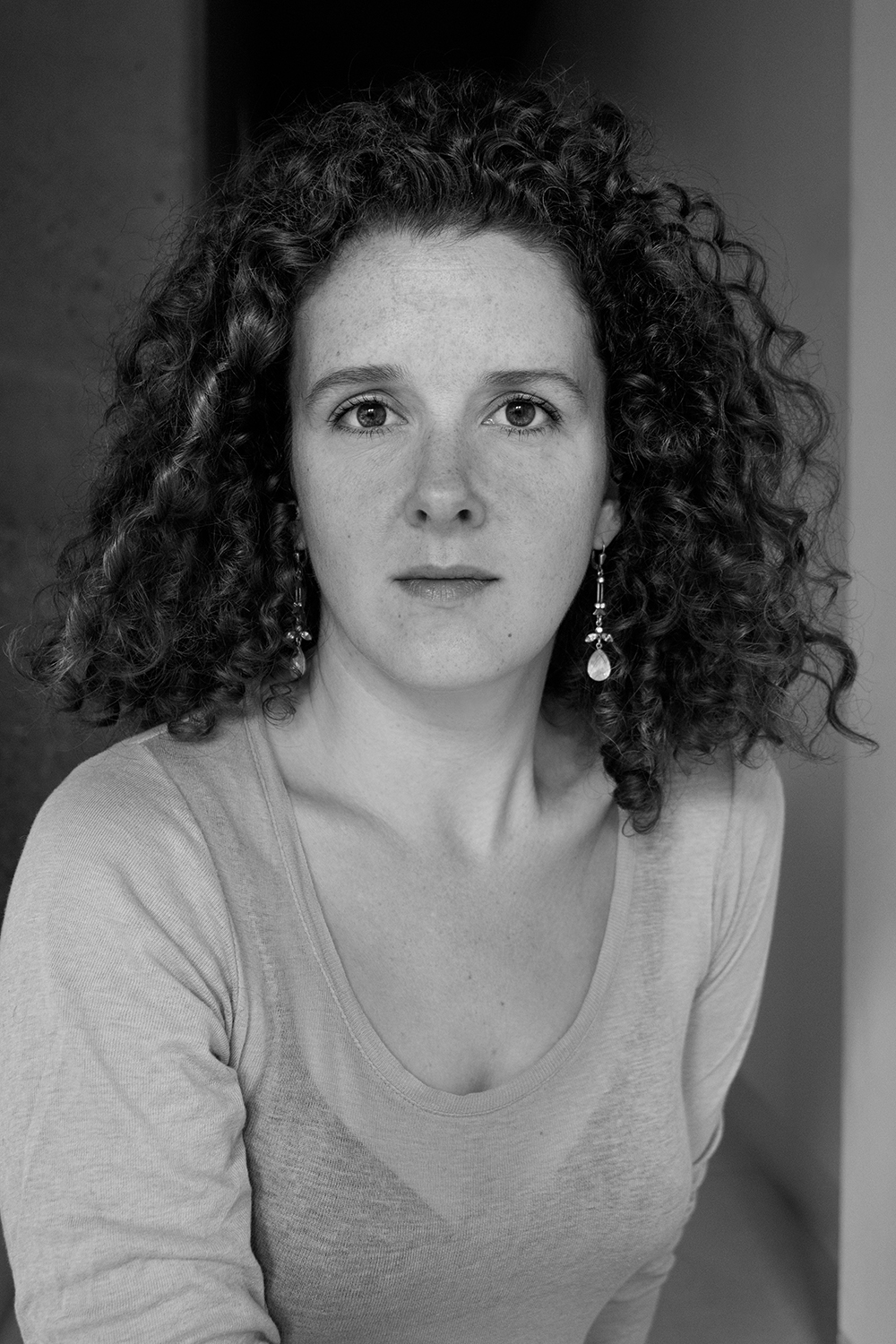
Franziska Hauser, 2014

Franziska Hauser (* 9. Februar 1975 in Berlin) ist eine deutsche Autorin und Fotografin.

## Leben und Werk
Franziska Hauser wurde 1975 als Tochter einer Puppenspielerin und eines Dokumentarfilmregisseurs und Enkelin des Schriftstellers Harald Hauser in Berlin-Pankow geboren. Sie studierte Bühnenbild und freie Kunst an der Kunsthochschule Berlin-Weißensee und arbeitete als Ausstattungsassistentin am Berliner Ensemble. Nebenher jobbte sie  als Scherzartikelverkäuferin im Varieté Chamäleon. 2003 erhielt sie ein Stipendium der Stiftung Kulturfonds für ihre fotografische Arbeit. Sie begann Fotografie an der privaten Schule Fotografie am Schiffbauerdamm (fas) bei Arno Fischer zu studieren, dessen Archiv sie jahrelang restaurierte. Nebenher arbeitete sie als Trainerin für Selbstverteidigung an Grundschulen. Sie fotografierte für die Kolumne  „Berlinische Leben“ von Thomas Martin in der Frankfurter Allgemeinen Zeitung und arbeitete mit an seinem Film über Arno Fischer „Leben im Bild“. Für ihre Restaurierungsarbeit wurde sie vorübergehend beim Institut für Auslandsbeziehungen angestellt.
Für Das Magazin fotografierte sie seit 2008 und begann auch Texte dafür zu schreiben. Seit 2014 ist sie freie Mitarbeiterin.
Weitere Texte erschienen u. a. in Berliner Zeitung, Frankfurter Allgemeine Zeitung, Die Welt, Brigitte, Nido und Maxi. Ihre Fotos wurden, unabhängig von ihren Texten, in Zeit Wissen, Nido u. a. abgedruckt.
Neben zahlreichen Fotoausstellungen in Berlin gab es auch Ausstellungen im Goethe-Institut Turin und bei „Les Subsistances“ in Lyon.
Im Frühjahr 2015 erschien Hausers Debütroman „Sommerdreieck“ im Rowohlt Verlag. Im Kehrer Verlag veröffentlichte sie den Fotobildband „Sieben Jahre Luxus“, den sie per Crowdfunding finanzieren konnte.
2015 erhielt Hauser für „Sommerdreieck“ den Debütantenpreis der lit. Cologne („Silberschweinpreis“) und wurde für den aspekte-Literaturpreis des ZDF nominiert. Der Fotobildband wurde auf die Shortlist für den PHotoEspaña Book Award 2015 gesetzt. 2018 gelangte sie mit ihrem zweiten Roman Die Gewitterschwimmerin auf die Longlist des Deutschen Buchpreises.
Hauser lebt in Berlin-Prenzlauer Berg. Sie hat einen Sohn (geboren 2000) und eine Tochter (geboren 2005).

## Publikationen (Auswahl)
- Den Eros hak' ich ab, in: Literarische Welt, 2. Mai 2015, S. 5.
- Sommerdreieck. Roman. Rowohlt Verlag, Reinbek 2015, ISBN 978-3-498-02833-6.
- Sieben Jahre Luxus. Bildband. Kehrer Verlag, Heidelberg 2015, ISBN 978-3-86828-599-4  (deutsch, englisch).
- Matthias Jügler (Hg.): Wie wir leben wollen. Texte für Solidarität und Freiheit. Anthologie. Suhrkamp Taschenbuch, Berlin 2016, ISBN 978-3-518-46710-7.
- Die Gewitterschwimmerin. Roman. Eichborn Verlag, Köln 2018, ISBN 978-3-8479-0644-5.
- Die Glasschwestern. Roman. Eichborn Verlag, 2020, ISBN 978-3-8479-0045-0.
- Mutter werden, Mutter sein. Anthologie. Leykam Verlag, 2021, ISBN 978-3-7011-8197-1.
- Keine von ihnen, Roman, Eichborn Verlag, 2022, ISBN 978-3-8479-0112-9.